# Hemerobius spinellus
Hemerobius spinellus är en insektsart som beskrevs av Lichtenstein 1796. Hemerobius spinellus ingår i släktet Hemerobius och familjen florsländor. Inga underarter finns listade i Catalogue of Life.